# Eulecanium franconicum
Eulecanium franconicum är en insektsart som först beskrevs av Karl Hermann Leonhard Lindinger 1908.  Eulecanium franconicum ingår i släktet Eulecanium och familjen skålsköldlöss. Arten är reproducerande i Sverige. Inga underarter finns listade i Catalogue of Life.